# 映像作品集6巻 〜Tour 2009 ワールド ワールド ワールド〜
『映像作品集6巻 〜Tour 2009 ワールド ワールド ワールド〜』（えいぞうさくひんしゅう6かん ツアー2009 ワールド ワールド ワールド）は、ASIAN KUNG-FU GENERATIONのライブビデオ。監督は鶴岡雅浩。

## 収録曲

### DISC1
1. ノーネーム
2. ムスタング
3. ネオテニー
4. ナイトダイビング
5. 無限グライダー
6. 深呼吸
7. Re:Re:
8. アンダースタンド
9. 夜の向こう
10. 君という花
11. ワールド ワールド
12. 真夜中と真昼の夢
13. 海岸通り
14. 夕暮れの紅
15. 永遠に
16. タイトロープ

### DISC2
1. 藤沢ルーザー
2. 鵠沼サーフ
3. 江ノ島エスカー
4. 腰越クライベイビー
5. 七里ヶ浜スカイウォーク
6. 稲村ヶ崎ジェーン
7. 極楽寺ハートブレイク
8. 長谷サンズ
9. 由比ヶ浜カイト
10. 鎌倉グッドバイ
11. 君の街まで
12. N.G.S
13. リライト
14. 羅針盤
15. ワールド ワールド ワールド
16. 新しい世界